# 紫島城
紫島城（むらさきしまじょう）是秋田縣大仙市長野（元・中仙町）的平城。

## 歷史
- 1602年（慶長7年）：佐竹氏秋田入封的同時興築此城。城主是佐竹北家之後的佐竹義廉。
- 1623年：武家諸法度（寛永令）宣布廢城、1656年角館城搬遷。